# Arbeitsgericht Düsseldorf
Das Arbeitsgericht Düsseldorf, ein Gericht der Arbeitsgerichtsbarkeit, ist eines der dreißig nordrhein-westfälischen Arbeitsgerichte. Bei ihm sind 15 Kammern gebildet. Direktorin des Arbeitsgerichts ist seit 2006 Sabine Dauch.

## Gerichtssitz und -bezirk
Das Gericht hat seinen Sitz in Düsseldorf in der Ludwig-Erhard-Allee 21.
Das Arbeitsgericht Düsseldorf ist örtlich zuständig für Rechtsstreitigkeiten aus der Stadt Düsseldorf und dem Kreis Mettmann (ohne Heiligenhaus, Velbert und Wülfrath).
Die sachliche Zuständigkeit ergibt sich aus dem Arbeitsgerichtsgesetz.

## Übergeordnete Gerichte
Dem Arbeitsgericht Düsseldorf sind das Landesarbeitsgericht Düsseldorf und im weiteren Rechtszug das Bundesarbeitsgericht übergeordnet.

## Geschichte
Gemäß Arbeitsgerichtsgesetz vom 23. Dezember 1926 wurden in Deutschland Arbeitsgerichte gebildet. Diese waren nur in der ersten Instanz organisatorisch selbstständige Gerichte, die Landesarbeitsgerichte waren den Landgerichten zugeordnet. Am Landgericht Düsseldorf entstand so 1927 das Landesarbeitsgericht Düsseldorf als eines von vier Landesarbeitsgerichten im Bezirk des Oberlandesgerichtes Düsseldorf. In Düsseldorf entstand das Arbeitsgericht Düsseldorf. Sein Sprengel umfasste den Bezirk der Amtsgerichte Düsseldorf, Düsseldorf-Gerresheim und Opladen. Es bestanden zwei Kammern für Arbeiter und je eine Kammer für Angestellte und für Handwerk.
Nach der Besetzung Deutschlands durch die Alliierten wurden 1945 zunächst alle Gerichte geschlossen. Die ordentlichen Gerichte wurden schon bald wieder eröffnet, während die Arbeitsgerichte zunächst nicht wieder eingerichtet wurden, so dass arbeitsgerichtliche Streitigkeiten von den ordentlichen Gerichten erledigt werden mussten. Gemäß Kontrollratsgesetz 21 vom 30. März 1946 sollten in Deutschland Arbeitsgerichte aufgebaut werden. Das Arbeitsgericht Düsseldorf entstand dabei neu.